# رولانداس أليجيفاس
رولانداس أليجيفاس (بالليتوانية: Rolandas Alijevas)‏ مواليد 20 يناير 1985 في كاوناس، الجمهورية الليتوانية السوفيتية الاشتراكية، هو لاعب كرة سلة ليتواني. بدأ مسيرته الاحترافية في سنة 2002. يبلغ طوله 6 قدم 4 بوصة (1.9 م). حقق المركز الأول في الألعاب الجامعية الصيفية 2007.

## المسيرة الاحترافية
لعب مع زالغيريس لكرة السلة في موسم 2002–2003، ثم لعب مع أسفيل باسكت في الدوري الفرنسي في موسم 2003–2004، ثم لعب مع نادي كركا لكرة السلة في موسم 2008–2009، ثم لعب مع نادي أولمبيا لاريسا لكرة السلة في موسم 2009–2010، ثم لعب مع نادي نفيجيس لكرة السلة في سنة 2010.

## الميداليات
| الميدالية | المسابقة                      |
| --------- | ----------------------------- |
| ذهبية     | الألعاب الجامعية الصيفية 2007 |

## روابط خارجية
- رولانداس أليجيفاس على موقع الدوري الأوروبي لكرة السلة (الإنجليزية)
- رولانداس أليجيفاس على موقع كرة السلة الأوروبية.كوم (الإنجليزية)
- رولانداس أليجيفاس على موقع ريلجم (الإنجليزية)
- رولانداس أليجيفاس على موقع بروبوليرز (الإنجليزية)
- رولانداس أليجيفاس على موقع سبورتس رفرنس (الإنجليزية)